# IDEA
ИДЕА (от IDEA, съкращение от английското International Data Encryption Algorithm) е блоков шифър, създаден от Джеймс Меси от ЕТХ Цюрих и Ксуейя Лей, патентован през 1991, това е алгоритъм за шифриране на блокове от данни, който освен това е и симетричен. Използва 128-битови ключове за шифриране на блокове с дължина 64 бита.
Идеята при създаването на алгоритъма е да замени DES. IDEA представлява шифър с малки промени на един по-ранен шифър – PES (Proposed Encryption Standard, букв. предложен стандарт за шифроване) и първоначално има името IPES (Improved PES – букв. подобрен PES).
|  | Тази страница частично или изцяло представлява превод на страницата International Data Encryption Algorithm в Уикипедия на английски. Оригиналният текст, както и този превод, са защитени от Лиценза „Криейтив Комънс – Признание – Споделяне на споделеното“, а за съдържание, създадено преди юни 2009 година – от Лиценза за свободна документация на ГНУ. Прегледайте историята на редакциите на оригиналната страница, както и на преводната страница, за да видите списъка на съавторите. ВАЖНО: Този шаблон се отнася единствено до авторските права върху съдържанието на статията. Добавянето му не отменя изискването да се посочват конкретни източници на твърденията, които да бъдат благонадеждни. |